# Mauricio Castillo
Mauricio Castillo Contreras (19 giugno 1987) è un ex calciatore costaricano, di ruolo centrocampista.